# Kinder- und Jugendbibliothek „Hallescher Komet“
Die Kinder- und Jugendbibliothek „Hallescher Komet“ ist eine Fachabteilung der Stiftung Zentral- und Landesbibliothek Berlin (ZLB), die seit 1995 besteht. Sie ging aus der Fusion der Amerika-Gedenkbibliothek mit der Berliner Stadtbibliothek hervor; später kamen noch die Senatsbibliothek Berlin und der Berliner Gesamtkatalog dazu.

## Geschichte
Die Amerika-Gedenkbibliothek wurde 1954 errichtet; 1957 wurde sie nachträglich mit der von Anfang an geplanten Kinderbibliothek ergänzt. Diese wurde in einem Anbau eingerichtet, der wie das Hauptgebäude ebenfalls von dem Architekten Fritz Bornemann konzipiert wurde. In der nach dem Vorbild der amerikanischen Public Library errichteten Amerika-Gedenkbibliothek gab es seit der Eröffnung 1954 eine Jugendbibliothek, die als „Bibliothek für junge Menschen“ in der östlichen Ecke der 1.200 m² großen Lesehalle eingerichtet wurde.
Davon unabhängig wurde die Kinderbibliothek mit eigenen Räumen 1957 eröffnet. Ein Lesesaal mit vielen Leseplätzen und die offene Architektur erzeugten eine Atmosphäre von Transparenz und Großzügigkeit. Die vier Flügel des quadratischen Anbaus gruppieren sich um einen Atriumgarten, der im Sommer den Besuchern als Lesegarten dient.
Anfangs waren in diesem Anbau auch noch die Büros der Mitarbeiter der Kinderbibliothek untergebracht; diese Flächen wurden später in Publikumsflächen umgewidmet. Der Platz war und ist knapp: Die Kinderbibliothek eröffnete 1957 mit 10.000 Bänden, die auf 350 m² präsentiert wurden. Heute (2010) ist der Medienbestand auf 130.000 Medieneinheiten angewachsen, die auf der auf gut 400 m² erweiterten Freihandfläche, im Nahmagazin und im Außenmagazin zur Nutzung bereitstehen. Natürlich gehören mittlerweile nicht nur Bücher zum Bestand, sondern alle Arten von Medien.
1978 wurde die Jugendbibliothek der Amerika-Gedenkbibliothek geschlossen, die Kinderbibliothek blieb erhalten. Als 1995 durch die Fusion der Amerika-Gedenkbibliothek und der Berliner Stadtbibliothek die Stiftung Zentral- und Landesbibliothek Berlin entstand, brachte dies erhebliche Veränderungen mit sich. Durch Umstrukturierungen und Umzüge wurden Räume der Kinderbibliothek, die zwischenzeitlich von der Berlin-Abteilung der Amerika-Gedenkbibliothek genutzt worden waren, wieder frei. Dort wurde 1996 die Jugendbibliothek "Hallescher Komet" eröffnet, die mit einem innovativen Konzept von Anfang an große Erfolge erzielte. Gemeinsam mit der Kinderbibliothek wurde daraus im Lauf der Jahre die Kinder- und Jugendbibliothek "Hallescher Komet".

## Entwicklung seit 2009
Seit 2009 wird schrittweise ein Entwicklungskonzept umgesetzt, das die Kinder- und Jugendbibliothek als Reaktion auf veränderte Rahmenbedingungen (veränderte Schuleingangsphase, neue Schulabschlüsse wie MSA usw.) entwickelt hat. Durch die klare Trennung der drei Bereiche – Kinderfreizeitbereich, Jugendfreizeitbereich und das Berliner Lernzentrum als Sachmedien-Abteilung für Schüler/-innen aller Klassenstufen und Schulformen – kann die Bibliothek ihren Aufgaben als gesamtstädtische Bildungs- und Kultureinrichtung besser gerecht werden. Der Aufbau des Berliner Lernzentrums zu einem gesamtstädtisch wirkenden außerschulischen Lernort wird seit 2010 als EFRE-gefördertes Projekt betrieben.
2010 wurde mit der umfassenden Sanierung des Gebäudes im Rahmen des Konjunkturpakets II begonnen; gleichzeitig wird die Infrastruktur der Kinder- und Jugendbibliothek aus Mitteln des EFRE-geförderten Projekts zum Ausbau des Lernzentrums verbessert und wie im Entwicklungskonzept vorgesehen erweitert und den veränderten Nutzerbedürfnissen angepasst.

## Angebote der Kinder- und Jugendbibliothek „Hallescher Komet“
Neben dem umfangreichen, differenzierten Medienbestand bietet die Kinder- und Jugendbibliothek ihren Besuchern begleitende Angebote sowie einen umfangreichen Veranstaltungskalender.
Zu den Angeboten des Lernzentrums gehört die kostenlose tägliche Hausaufgabenhilfe: an einem Wochentag bleiben Mädchen dabei unter sich, an den anderen Schultagen steht die Hausaufgabenhilfe allen zur Verfügung. Für Schulklassen werden Einführungen in die Bibliotheksnutzung und die Katalogrecherche angeboten sowie Gruppenbesuche zu ausgewählten Themen. In Kooperation mit anderen Veranstaltern finden Workshops und Projekttage zur Berufsorientierung für Jugendliche statt. Im Berliner Lernzentrum wird zurzeit eine Rechercheunterstützung aufgebaut, die als individualisiertes Angebot die einzelnen Schüler/-innen bei der Informationsrecherche für den MSA oder eine umfangreiche Präsentation unterstützen will.
Die Bibliothek bietet für Kitas und Schulklassen zahlreiche Veranstaltungen an, vom Kinder-Kino über Puppentheater bis zu Autorenlesungen oder musikalischen Mitmachveranstaltungen. Veranstaltungen während der Öffnungszeit sind nicht üblich, da die Bibliothek nicht über einen Veranstaltungsraum verfügt. Eine Ausnahme bildet die seit 2008 in den Wintermonaten angebotene Reihe „Wortschätze - Erzählstunden in der Jurte“, bei der in einer originalen mongolischen Jurte, die von Oktober bis März im Garten der Kinder- und Jugendbibliothek aufgestellt wird, Märchen und Geschichten für Kinder erzählt werden. Die mündliche Überlieferung ist in vielen Kulturen zuhause, in der Jurte pflegt ein Team professioneller Erzähler/-innen diese Tradition. In der beheizten Jurte entsteht eine ganz eigene dichte Atmosphäre, in der die Begegnung der verschiedenen Kulturen harmonisch erlebt wird.
Ein besonderes Angebot des „Halleschen Kometen“ sind die Vorlesestunden für hörgeschädigte und gehörlose Kinder und ihre Eltern „Lesezeichen - Kinderbücher mit den Augen hören“. Diese monatliche Veranstaltung wird seit 2005 in Kooperation mit dem Gehörlosenverband Berlin durchgeführt, um den Zugang zu Kinderbüchern und zum geschriebenen Wort für diese besondere Besuchergruppe zu verbessern. Die Veranstaltung und die Wahrnehmung der Bibliotheksangebote werden durch eine Gebärdensprachdolmetscherin unterstützt. Der LionsClub Berlin-Pariser Platz unterstützt diese Angebote durch die Finanzierung ausgesuchter Veranstaltungen wie z. B. eine Puppentheateraufführung mit einem Gebärdensprachdolmetscher usw.